# Диоген Лаертије
Диоген Лаертије (грчки: Διογένης Λαέρτιος) био је биограф грчких филозофа. О његовом животу се ништа дефинитивно не зна, али су његови преживели Животи и мишљења угледних филозофа главни извор историје древне грчке филозофије. Његова репутација је контроверзна међу научницима јер често понавља информације из својих извора без критичке процене. Такође се често фокусира на тривијалне или безначајне детаље из живота својих објеката, занемарујући важне детаље њихових филозофских учења, а понекад не успева да направи разлику између ранијих и каснијих учења одређених филозофских школа. Међутим, за разлику од многих других древних секундарних извора, Диоген Лаертије генерално извештава о филозофским учењима без покушаја да их реинтерпретира или прошири, што значи да су његови извештаји често ближи примарним изворима. Због губитка толиког броја примарних извора на које се Диоген ослањао, његово дело је постало најважнији преживели извор у историји грчке филозофије.

## Живот
Лаертије је сигурно живео после Секстуса Емпирикуса (око 200), кога помиње, и пре Стефана Византијског и Сопатера Апамејског (око 500), који га цитирају. У његовом делу се не спомиње неоплатонизам, иако је упућен жени која је била „одушевљена платонисткиња“. Отуда се претпоставља да је радио у првој половини 3. века, током владавине Александра Севера (222–235) и његових наследника.
Тачан облик његовог имена је неизвестан. Древни рукописи се увек односе на „Лаертије Диоген“, а овај облик имена понављају Сопатер и Суда. Савремени облик „Диоген Лаертије“ је много ређи, користи га Стефан Византијски, и у леми Грчке антологије. Такође се помиње као „Лаертије“ или једноставно „Диоген“.
Порекло имена „Лаертије“ такође је неизвесно. Стефан  Византијски га назива „Διογενης ο Λαερτιευς“ (Diogenes ho Laertieus), подразумевајући да је пореклом из неког града, можда Лаерте у Карији (или неке друге Лаерте у Киликији). Следећи предлог је да је један од његових предака за покровитеља имао члана римске породице Лаерти. Модерна теорија је да је "Лаертије" надимак који се користи да га разликује од многих других људи који се називају Диоген у античком свету.
Његов родни град је непознат (у најбољем случају неизвестан, чак и према хипотези да се Лаертије односи на његово порекло). Спорни одломак у његовим списима коришћен је да се сугерише да је то била Никеја у Битинији. 
Претпоставља се да је Диоген био епикурејац или пирониста. Страствено је бранио Епикура у 10. књизи која је висококвалитетна и садржи три дуга писма која се приписују Епикуру који објашњава епикурејске доктрине. Непристрасан је према свим школама, у маниру пирониста, и преноси сукцесију пиронизма даље од оне у осталим школама. У једном тренутку, чини се да чак назива пиронисте „нашом школом“. С друге стране, већина ових тачака може се објаснити начином на који некритички копира из својих извора. Ни на који начин није сигурно да се држао било које школе и обично је пажљив према биографским детаљима.
Поред Живота, Диоген је био аутор дела у стиховима о познатим људима, које је назвао Епиграмата или Паметрос (Παμμετρος).

## Списи
Дело по коме је познат, Животи и мишљења угледних филозофа, написано је на грчком језику и говори се да даје приказ живота и казивања грчких филозофа.
Диоген своје објекте дели на две „школе“ које описује као  јонску и италијанску/италску; подела је донекле сумњива и чини се да је узета из изгубљене доксографије Сотиона. Биографије "јонског школе" почињу са Анаксимандаром и завршавају са Клитомахусом, Теофрастом и Хрисипом; „италијанска“ започиње са Питагором, а завршава сеЕпикуром. Сократска школа, са својим разним гранама, сврстава се у јонске, док се елеатици и пиронисти третирају под италском.

## Наслеђе и процена
Хенрик Аристип, архиђакон из Катаније, израдио је латински превод књиге Диогена Лаертија у јужној Италији крајем 1150-их, која је у међувремену изгубљена или уништена. Јеремија да Монтањон користио је овај превод као извор за свој Compedium moralium notabilium (1285), а анонимни италијански аутор га је користио као извор за дело под насловом Liber de vita et moribus philosophorum (написано око 1317–1320), које је достигло међународну популарност у касном средњем веку. Монах Амброђо Траверсари (1386–1439) урадио је још један латински превод у Фиренци између 1424. и 1433. године, од кога су сачувани далеко бољи записи. Италијански ренесансни научник, сликар, филозоф и архитекта Леон Батиста Алберти (1404–1472) позајмио је из Траверсаријевог превода Животи и мишљења угледних филозофа у књизи 2 своје Libri della famiglia и моделирао сопствену аутобиографију о Животу Талеса Диогена Лаертија.
Дело Диогена Лаертија имало је сложен пријем. Вредност његових Живота и мишљења угледних филозофа као увида у приватни живот грчких мудраца навела је француског ренесансног филозофа Мишела де Монтења (1533–1592) да узвикне да жели да је, уместо једног Лаертија, постојало десетак таквих. Георг Вилхелм Фридрих Хегел (1770–1831) критиковао је Диогена Лаертија због недостатка филозофског талента и његово дело је категорисао као ништа друго до компилацију мишљења претходних писаца. Ипак, признао је да је компилација Диогена Лаертија била важна с обзиром на информације које је садржала. Херман Усенер (1834-1905) је осудио Диогена Лаертија као "потпуну будалу" (asinus germanus) у свом Епикуреа (1887). Вернер Јегер (1888–1961) проклео га је као „тог великог незналицу“. Међутим, крајем двадесетог и почетком двадесет првог века, научници су успели делимично да искупе углед Диогена Лаертија као писца читајући његову књигу у хеленистичком књижевном контексту.
Без обзира на то, модерни научници се опрезно опходе према Диогеновом сведочењу, посебно када он не цитира своје изворе. Херберт С. Лонг упозорава: „Диоген је стекао значај несразмеран његовим заслугама, јер га је губитак многих примарних извора и ранијих секундарних компилација случајно оставио као главног извора историје грчке филозофије“. Роберт М. Строзијер нуди нешто позитивнију оцену поузданости Диогена Лаертија, напомињући да многи други древни писци покушавају да реинтерпретирају и прошире филозофска учења која описују, нешто што Диогенес Лаертије ретко чини. Строзијер закључује: „Диоген Лаертије је поуздан само зато што је мање компетентан мислилац од оних о којима пише, мање је способан да поново формулише изјаве и аргументе, и посебно у случају Епикура, где мање утиче на текстове које цитира. Међутим, он поједностављује“.
Упркос његовом значају за историју западне филозофије и контроверзама око њега, према Ђан Марију Кау, Диоген Лаертије још увек није добио одговарајућу филолошку пажњу. Оба савремена критичка издања његове књиге, Х.С. Лонга (1964) и М. Марковича (1999), добила су опсежне критике научника.
Пре свега га критикују због претераног вођења рачуна о површним детаљима живота филозофа и недостатка интелектуалне способности да истражи њихова стварна филозофска дела. Међутим, према изјавама монаха из 14. века Волтера Барлија у његовом De vita et moribus philosophorum, чини се да је Диогенов текст био пуно потпунији од онога који ми сада поседујемо.